# Nations Clash

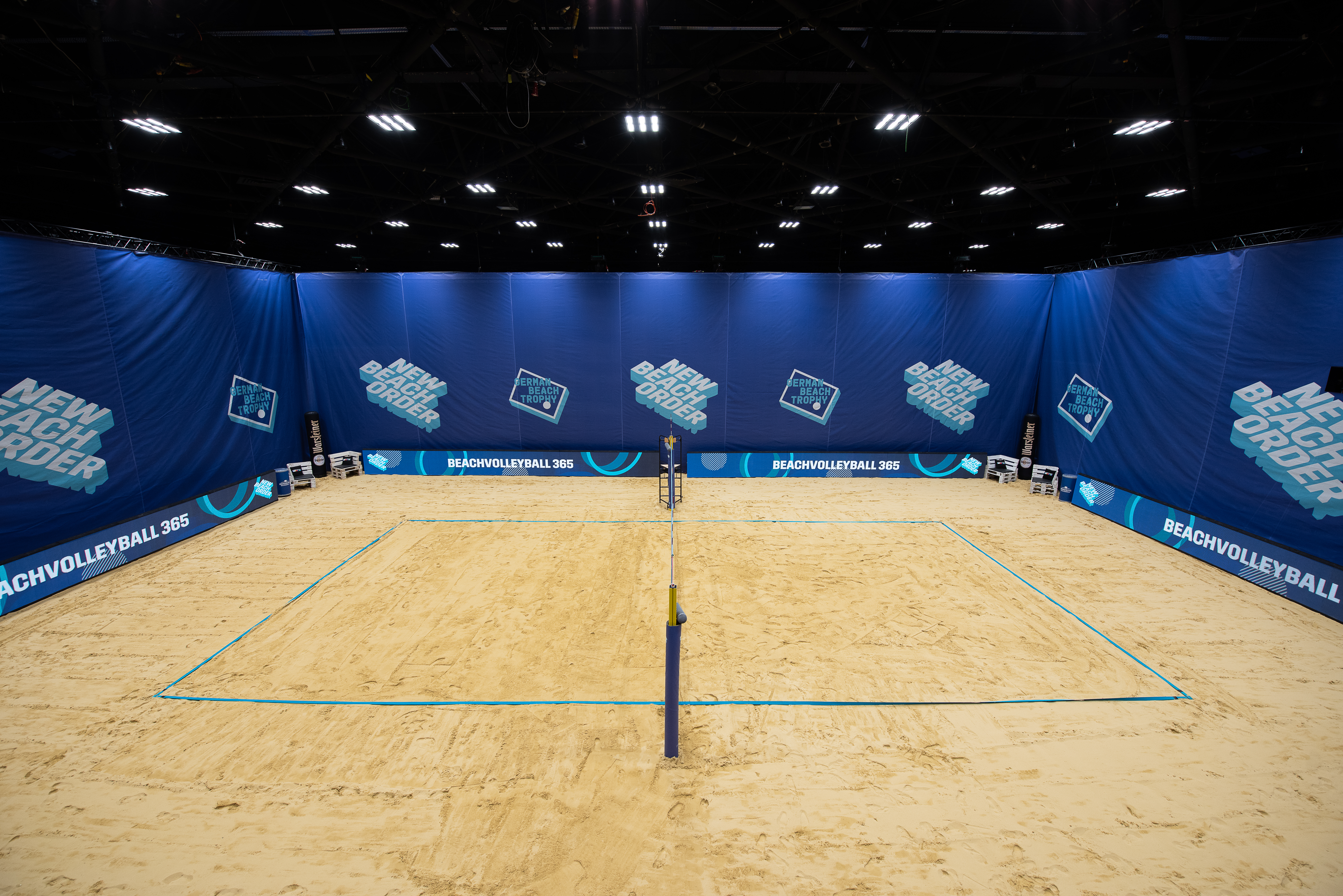
Spielfeld in der Mitsubishi Electric Hall in Düsseldorf

Der Nations Clash ist ein internationales Turnier im Beachvolleyball. Frauen und Männer spielen in einer Nationenwertung den Sieger aus. Die erste Ausgabe fand vom 4. bis 7. Februar 2021 statt. Dabei setzten sich die niederländischen Frauen und die Schweizer Männer durch. Spielort ist die Mitsubishi Electric Halle in Düsseldorf. Veranstalter sind das Team des Online-Sportsenders Trops4 um die Beachvolleyballer Alexander Walkenhorst und Daniel Wernitz, sowie die international tätig Sportrechte-Agentur Sportfive.

## Konzept
Der Nations Clash ist ein Teil eines Konzepts zur modernen Präsentation der Sportart, das unter dem Claim New Beach Order vermarktet wird. Dazu gehören auch die German Beach Trophy sowie Four-Man-Spiele, also Beachvolleyball mit vier gegen vier.

## Modus
Bei Frauen und Männern treten jeweils vier Nationen gegeneinander an. Pro Nation spielen jeweils zwei Teams. Die beiden Teams spielen gegen die sechs Duos aus den anderen Ländern. Die Nation, deren Spieler(innen) die meisten Punkte sammeln, gewinnt das Turnier.

## Teilnehmer
Folgende Spieler traten in Düsseldorf für ihre Länder an.
| Frauen - Deutschland - Victoria Bieneck / Isabel Schneider - Karla Borger / Julia Sude - Niederlande - Sanne Keizer / Madelein Meppelink - Raïsa Schoon / Katja Stam - Schweiz - Nina Betschart / Tanja Hüberli - Joana Heidrich / Anouk Vergé-Dépré - Tschechien / Schweiz - Michaela Kubíčková / Michala Kvapilová - Esmée Böbner / Zoé Vergé-Dépré 1 | Männer - Deutschland - Nils Ehlers / Yannick Harms - Julius Thole / Clemens Wickler 2 - Niederlande - Jasper Bouter / Ruben Penninga - Christiaan Varenhorst / Steven van de Velde - Österreich - Clemens Doppler / Alexander Horst - Julian Hörl / Moritz Pristauz - Schweiz - Florian Breer / Marco Krattiger - Mirco Gerson / Adrian Heidrich |

1 Die Schweizerinnen ersetzten das wegen einer Verletzung ausfallende tschechische Duo Barbora Hermannová und Markéta Sluková.
2 In einigen Spielen vertrat Dan John den angeschlagenen Clemens Wickler.

## Frauen

### Ergebnisse
|                           | Bi/Sch | B/S | K/M | S/S | B/H   | H/VD | K/K | B/VD |
| ------------------------- | ------ | --- | --- | --- | ----- | ---- | --- | ---- |
| Bieneck / Schneider       |        |     | 0:2 | 0:2 | 1:2   | 2:0  | 2:1 | 2:0  |
| Borger / Sude             |        |     | 2:1 | 0:2 | 0:2 * | 0:2  | 2:0 | 0:2  |
| Keizer / Meppelink        |        |     |     |     | 0:2   | 2:0  | 2:0 | 0:2  |
| Schoon / Stam             |        |     |     |     | 2:0   |      | 2:0 | 2:1  |
| Betschart / Hüberli       |        |     |     |     |       |      | 2:0 | 2:1  |
| Heidrich / A. Vergé-Dépré |        |     |     | 0:2 |       |      | 2:1 | 2:0  |
| Kubíčková / Kvapilová     |        |     |     |     |       |      |     |      |
| Böbner / Z. Vergé-Dépré   |        |     |     |     |       |      |     |      |

* Beim letzten Spiel trat Julia Sude mit Cinja Tillmann an.

### Tabelle
|    | Spieler              | Anz. Spiele | Punkte | Sätze |
| -- | -------------------- | ----------- | ------ | ----- |
| 1. | Niederlande          | 12          | 18     | 19:8  |
| 2. | Schweiz              | 12          | 16     | 16:10 |
| 3. | Deutschland          | 12          | 10     | 11:16 |
| 4. | Tschechien / Schweiz | 12          | 4      | 8:20  |

## Männer

### Ergebnisse
|                           | E/H | T/W   | B/P   | V/V   | D/H | H/P | B/K | G/H   |
| ------------------------- | --- | ----- | ----- | ----- | --- | --- | --- | ----- |
| Ehlers / Harms            |     |       | 1:2   | 0:2   | 2:0 | 2:1 | 0:2 | 0:2   |
| Thole / Wickler           |     |       | 0:2 * | 0:2 * | 2:1 | 2:1 |     | 0:2 * |
| Bouter / Penninga         |     |       |       |       |     |     |     |       |
| Varenhorst / van de Velde |     |       |       |       |     |     |     |       |
| Doppler / Horst           |     |       | 1:2   | 2:1   |     |     |     | 0:2   |
| Hörl / Pristauz           |     |       | 2:0   | 0:2   |     |     | 0:2 |       |
| Breer / Krattiger         |     | 1:2 * | 0:2   | 2:0   | 2:0 |     |     |       |
| Gerson / Heidrich         |     |       | 2:0   | 0:2   |     | 1:2 |     |       |

- Thole spielte mit Dan John.

### Tabelle
|    | Spieler     | Anz. Spiele | Punkte | Sätze |
| -- | ----------- | ----------- | ------ | ----- |
| 1. | Schweiz     | 12          | 16     | 18:8  |
| 2. | Niederlande | 12          | 16     | 17:10 |
| 3. | Deutschland | 12          | 10     | 11:18 |
| 4. | Österreich  | 12          | 6      | 10:20 |

## Preisgeld
Über Spenden der Livestream-Zuschauer kam ein Betrag von knapp 6000 € zusammen, der als Preisgeld an die beiden Siegernationen ausgeschüttet wurde.

## Medien
Alle Spiele werden als Livestream im Kanal Trops4 auf der Online-Plattform Twitch in HD-Qualität und mit Live-Moderation übertragen.